# Маслов, Сергей Юрьевич (математик)
Сергей Юрьевич Маслов (10 июня 1939 — 29 июля 1982) — советский математик, доктор физико-математических наук, специалист в области математической логики (в частности, автоматизации процесса доказательств), общественный активист.

## Биография
Родился в семье филологов, отец — профессор Ленинградского университета Ю. С. Маслов. Во время Великой Отечественной войны его родители служили в армии. Окончил матмех ЛГУ в 1960 году. В 1964 году защитил кандидатскую диссертацию «О формальных аппаратах, служащих для задания перечислимых множеств», в 1972 году — докторскую диссертацию «Обратный метод установления выводимости для логических исчислений». Работал в ленинградском филиале Математического института имени Стеклова.  Среди его учеников — Ю. В. Матиясевич.
Создал так называемый обратный метод доказательств (от желаемого результата к исходным посылкам). Данный метод получил название метод Маслова. В 1970—1980 годах изучал эвристические приёмы. Его исследования помогают изучать искусственный интеллект. Работал также в финансово-экономическом институте и ВНИИ приборостроения. 
С 1968 года был руководителем неофициального культурологического семинара «по общей теории систем», который с 1972 года собирался на его квартире, публиковал в самиздате статьи по проблемам философии культуры. С 1979 года был  главным редактором созданного им реферативного журнала самиздата под названием «Сумма». В 1980 году был уволен из Ленинградского финансово-экономического института после письма в защиту А. Д. Сахарова.
Погиб 29 июля 1982 года в автокатастрофе на автодороге Москва-Смоленск близ города Гагарин.

## Сочинения
- «Теория дедуктивных систем и её применение» , Москва, Радио и связь.
- Асимметрия познавательных механизмов
- «Мутационные исчисления» (1975)
- «Исчисления с монотонными выводами и их экономическая интерпретация» (1979)